# 월정 요금소
월정 요금소(月晶料金所, Woljeong TG)는 강원특별자치도 평창군 진부면 간평리에 위치했었던 영동고속도로 본선 상의 요금소이다. 진부 나들목에서 동쪽으로 약 3 km 떨어진 곳에 있었다.
본래 영동고속도로는 1975년 10월 14일 새말 나들목 ~ 강릉 나들목 구간이 개통할 당시 왕복 2차선으로 개통하여 운영했기 때문에 개방식 요금소를 설치해 운영했다. 그러나 영동고속도로 이용객이 크게 늘면서 상습 정체가 발생하기 시작했고, 1990년대부터 영동고속도로 전 구간에 대해 확장 공사가 추진되었지만 영동고속도로가 통과하는 지역은 산악 지대가 많아 동시에 확장 공사를 하기 어려웠다. 그래서 영동고속도로 확장 공사를 구간별로 나누어서 추진했는데, 왕복 2차선에서 4차선으로 확장하면서 기존 평면 나들목을 통·폐합해 입체 교차로로 개량했고, 이 과정에서 각 나들목에 요금소가 설치되어 폐쇄식으로 운영하는 것으로 바꾸었다. 그러나 확장 공사가 진행 중이거나 착공되지 않은 구간은 기존 개방식으로 요금소를 운영했기 때문에 이를 해결하기 위한 중간 본선 요금소가 필요했는데, 월정 요금소는 이러한 필요성으로 설치된 임시 요금소이다.
월정 요금소는 1999년 기존 임시 요금소였던 새말 요금소부터 시작해 이 곳까지 구간이 확장 개통되면서 새로 설치된 요금소이다. 이 때 기존의 새말 요금소는 철거되었다. 이후 2000년 7월 22일 이 곳부터 횡계 나들목까지 구간이 확장 개통될 당시에도 대관령 구간이 확장되지 않았기 때문에 계속 남아있었다. 2001년 11월 28일 잔여 구간인 대관령을 포함한 횡계 나들목 ~ 강릉 분기점 구간이 왕복 4차선으로 확장 개통되면서 영동고속도로 전 구간이 왕복 4차선 도로가 되어 폐쇄식 요금소로 운영할 수 있게 되었고, 중간 요금소가 필요없게 되면서 월정 요금소는 철거되었다.
현재 폐쇄된 월정 요금소 부지는 월정 졸음쉼터로 사용 중이다.

## 연혁
- 1998년 6월 8일 : 1999년 8월까지 월정 요금소 설치 공사로 인해 강원도 평창군 진부면 간평리 ~ 도암면 유천리 370m 구간 도로구역 변경[1]
- 1999년 7월 15일 : 새말 요금소 ~ 월정 요금소 구간이 왕복 4차선으로 확장 개통되면서 요금소를 설치하고 통행료 징수 개시[2]
- 2001년 11월 28일 : 횡계 나들목 ~ 강릉 분기점 구간이 왕복 4차선으로 확장 개통되면서 월정 요금소 철거[3]